# راسوویلکا
راسوویلکا (به اسپانیایی: Rasuwillka) یک کوه در پرو است که در منطقه آیاکوچو واقع شده‌است. راسوویلکا ۵٬۰۰۰ متر بالاتر از سطح دریا واقع شده‌است.